# فران غونزاليس (لاعب كرة قدم مواليد 2005)
فرانسيسكو خافيير غونزاليس بيريز (مواليد 24 يونيو 2005) هو لاعب كرة قدم إسباني يلعب كحارس مرمى لفريق ريال مدريد ج.

## البدايات والمسيرة
وُلد غونزاليس في 24 يونيو 2005 في ليون. مُنذ بداياته في كرة القدم في سن الخامسة، تدرج فران غونزاليس في الفئات العمرية لنادي كولتورال ليونيسا، حيث أظهر موهبته في حراسة المرمى. على مدى 12 موسمًا، دافع عن ألوان ليونيسا.

## أسلوب اللعب
يُعرف غونزاليس بردود فعله السريعة ورشاقته وقدرته على التصدي للتسديدات.

## حياته الشخصية
يعتبر غونزاليس الحارس الإسباني إيكر كاسياس مثله الأعلى في كرة القدم.

## الإنجازات
ريال مدريد
- دوري أبطال أوروبا: 2023–24[6]
- كأس السوبر الأوروبي: 2024

إسبانيا تحت 19 سنة
- بطولة أمم أوروبا تحت 19 سنة: 2024[7]